# José Sangenís
José Sangenís (* in Marçà, Provinz Tarragona) ist ein ehemaliger spanischer Fußballspieler auf der Position des Torwarts. Er stand über Jahre hinweg beim in der mexikanischen Liga spielenden Real Club España unter Vertrag und gilt als Lehrmeister der späteren mexikanischen Torwartlegende Antonio Carbajal, der 1948 seine Profikarriere als Ersatztorhüter hinter Sangenís bei España begann.

## Leben
Der in einem kleinen Dorf in der südlichsten katalanischen Provinz Tarragona geborene Sangenís ließ sich früh in der Hauptstadt Barcelona nieder, um dort eine Laufbahn als Fußballspieler zu beginnen. Der Ausbruch des Spanischen Bürgerkriegs machte dieses Vorhaben zunächst zunichte. Nach Beendigung des Bürgerkriegs wanderte Sangenís nach Mexiko aus und schloss sich dem Club Atlante an, bei dem er jedoch nur ein Jahr blieb.
Anschließend wechselte er zum Stadtrivalen Real Club España, mit dem er in der Saison 1944/45 den insgesamt 15. Meistertitel in der Geschichte der Españistas gewann. Bereits vor Beginn der Saison stand er beim Supercupfinale im Tor, das gegen den „spanischen“ Erzrivalen und Vorjahresmeister Asturias gewonnen wurde.
Bei den Mexiko-Reisen der argentinischen Topvereine Racing Club im Februar 1947 und Independiente im Januar 1948 hütete Sangenís das Tor der aus Spielern der beiden „spanischen“ Vereine in Mexiko (España und Asturias) gebildeten Auswahlmannschaft.

## Erfolge
- Mexikanischer Meister: 1945
- Mexikanischer Supercup: 1944